# Sapri
Sapri är en ort och kommun i provinsen Salerno i regionen Kampanien i Italien. Kommunen hade 6 716 invånare (2017).